# Моштень (комуна)
Моштень, Моштені (рум. Moșteni) — комуна у повіті Телеорман в Румунії. До складу комуни входить єдине село Моштень.
Комуна розташована на відстані 53 км на південний захід від Бухареста, 29 км на північний схід від Александрії, 135 км на схід від Крайови.

## Населення
За даними перепису населення 2002 року у комуні проживали 1729 осіб, усі — румуни. За віросповіданням усі жителі комуни — православні.
Рідною мовою назвали:
| Мова      | Кількість осіб | Відсоток |
| --------- | -------------- | -------- |
| румунська | 1728           | 99,9%    |
| російська | 1              | 0,1%     |